# International Union of Biological Sciences
Die International Union of Biological Sciences (IUB, Internationale Union der biologischen Wissenschaften) ist eine Non-Profit-Organisation und Nichtregierungs-Organisation, die die internationale wissenschaftliche Biologie fördert. Als wissenschaftlicher Dachverband war sie Gründungsmitglied des Internationalen Wissenschaftsrats.

## Aufgaben und Ziele
Die Union hat mehrere zentrale Aufgaben: 
- sie unterstützt die biologische Wissenschaft
- sie koordiniert die Forschung und internationale Zusammenarbeit
- sie entwirft und fördert wissenschaftliche Projekte und Programme
- sie unterstützt internationale Tagungen und die Veröffentlichung der Ergebnisse wissenschaftlicher Projekte.

## Vernetzung und Kooperationen
Die Vereinigung ist Gründungsmitglied der ICSU und bringt dort ihre wissenschaftlichen Komitees und Programme ein. Die Union arbeitet eng mit der UNESCO zusammen. Ferner unterhält sie Beziehungen zur Weltgesundheitsorganisation (WHO), Ernährungs- und Landwirtschaftsorganisation (FAO) und zum Umweltprogramm der Vereinten Nationen (UNEP). Sie kooperiert mit der Europäischen Kommission und zahlreichen anderen Organisationen, Behörden und Stiftungen.

## Organisation
Der Verein besteht derzeit aus 
- 44 nationalen Mitgliedern, bestehend aus nationalen Wissenschaftsakademien, Forschungs- und Wissenschaftsverbänden,

sowie aus 
- 80 wissenschaftlichen Mitgliedern, die selbst internationale wissenschaftliche Vereinigungen, Gesellschaften oder Kommissionen der verschiedensten biologischen Disziplinen sind, von der Aerobiologie bis zur Zoologie (Stand März 2008). Neue wissenschaftliche Mitglieder werden nach strengen Vorgaben zugelassen.

Die nationalen und die wissenschaftlichen Mitglieder haben einerseits die Aufgabe, zukunftsträchtige biologische Wissenschaftsgebiete zu identifizieren und an die Union heranzutragen und andererseits die Programme der Union im eigenen Land bekannt zu machen und Forschungsprojekte anzuregen. Die Union nimmt von seinen Mitgliedern Anregungen auf, prüft sie vor dem internationalen fachwissenschaftlichen und wissenschaftspolitischen Hintergrund und entwickelt daraus Programme, die in der Mitgliederversammlung beschlossen werden, die durch internationale Tagungen eine Akkreditierung erfahren und die dann mit Hilfe nationaler oder internationaler Forschungsförderer durchgeführt werden sollen.
Die Organe sind der geschäftsführende Vorstand und die Mitgliederversammlung. 

### Vorstand
Der geschäftsführende Vorstand besteht aus: dem Präsidenten, dem ehemaligen Präsidenten, zwei Stellvertretern, dem Generalsekretär, dem Schatzmeister sowie weiteren Mitgliedern des erweiterten Vorstandes. Der Vorstand trifft sich jährlich. Das Sekretariat mit seinem geschäftsführenden Direktor koordiniert die Programme und Aktivitäten. Bis 2012 war Ralf Reski, Vorsitzender des DNK, des Deutschen Nationalkomitees Biologie in den erweiterten Vorstand der IUBS gewählt.

### Mitgliederversammlung
In der Mitgliederversammlung hat jedes ordentliche Mitglied eine Stimme. Die wissenschaftlichen Mitglieder sind eingeladen, jeweils Vertreter zu schicken, die Vorträge halten und programmatische Vorschläge unterbreiten. Die Mitgliederversammlung wählt den geschäftsführenden Vorstand, wählt aus den vorgeschlagenen Projekten die umzusetzenden wissenschaftlichen Programme der Union aus, prüft den Fortschritt der wissenschaftlichen Programme, arbeitet mit anderen internationalen Organisationen zusammen und entscheidet über die Zuwendung der Fördermittel. Die Mitgliederversammlung findet parallel zu einer wissenschaftlichen Tagung statt, die in Zusammenarbeit mit dem nationalen Unions-Komitee des gastgebenden Landes organisiert wird. 

### Deutsche Beteiligung
Das deutsche Mitglied ist die Deutsche Forschungsgemeinschaft (DFG), die ein Deutsches Nationalkomitee (DNK) Biologie für die beiden internationalen biologischen Unionen (IUBS und International Union of Microbiological Societies, IUMS) berufen hat.

## Programme
Die wissenschaftlichen Programme werden von der Mitgliederversammlung aus den Vorschlägen des Komitees für wissenschaftliche Programme nach den Statuten der Union gewählt. Wo es nötig und möglich ist, gewährt die Union eine Anschubfinanzierung für einzelne Programme, deren weitere Finanzierung von nationalen oder internationalen Geldgebern oder durch Vereinbarungen mit der Union ausgehandelt werden. 

### Beispiele für Programme
Diversitas, Human Dimensions of Biodiversity, Integrative Climate Change Biology (iCCB), Systematics Agenda, Biological Education (BioED), IUBS Ethics Committee
früher Bioethics, Bionomenclature, Biology and Traditional Knowledge, Biological Consequences of Global Change (BCGC), Darwin200, Biosystematics, Species 2000, Genomics and Evolution, Modernizing the codes to meet future needs of scientific communities (BIOCODE), Biology Research and Education Resources in Africa,
Reproductive Biology, Aquaculture, Bio-Energy und Towards an Integrative Biology (TAIB).

## Rechtsstellung und Finanzen
Die Vereinigung ist selbstlos tätig und verfolgt keine wirtschaftlichen Ziele. Sie wird aus folgenden Quellen finanziell gefördert: 
- jährliche Mitgliedsbeiträge der ordentlichen Mitglieder, wie sie alle drei Jahre in der Versammlung festgelegt werden
- Zuwendungen der UNESCO und anderer internationaler Organisationen, die die wissenschaftlichen Programme der Union unterstützen
- andere Quellen

Das Jahresbudget ist etwa 340.000 € (Stand 2006). Davon werden die Gehälter eines Direktors und einer Sekretärin bezahlt, die das Büro in Paris führen. Alle anderen Ämter (Präsident, Generalsekretär, Schatzmeister etc.) sind Ehrenämter, für die nur die unmittelbaren Spesen nach den jeweiligen Reisekostengesetzen bezahlt werden.

## Geschichte
Der Verein wurde 1919 gegründet und ursprünglich stand das S nicht für Sciences, sondern für Societies. In den 1980ern entwickelte sie zahlreiche wissenschaftliche Programme, wie die Dekade der Tropen, Bioindikatoren, biologische Komplexität und Biodiversität.